# 1450 a tudományban
Az 1450. év a tudományban.

## Események
- A Barcelonai Egyetem (Universitat de Barcelona) megalapítása

## Születések
- Gaspar Corte-Real portugál tengerész, felfedező (†  1501?)
- John Cabot Itáliában született angol felfedező († 1498 és 1501 között)
- Bartolomeu Dias portugál hajós és felfedező; elsőként kerülte meg Afrika legdélebbi csücskét († 1500)
- Pêro da Covilhã portugál utazó, felfedező, diplomata (†  1530 k.)